# Sasimella
Sasimella is een geslacht van rechtvleugeligen uit de familie sabelsprinkhanen (Tettigoniidae). De wetenschappelijke naam van dit geslacht is voor het eerst geldig gepubliceerd in 1924 door Karny.

## Soorten
Het geslacht Sasimella omvat de volgende soorten:
- Sasimella halmaherae Kästner, 1933
- Sasimella latifolia Karny, 1924
- Sasimella sarasinifolia Karny, 1931
- Sasimella ternatensis Kästner, 1933